# Baybayin

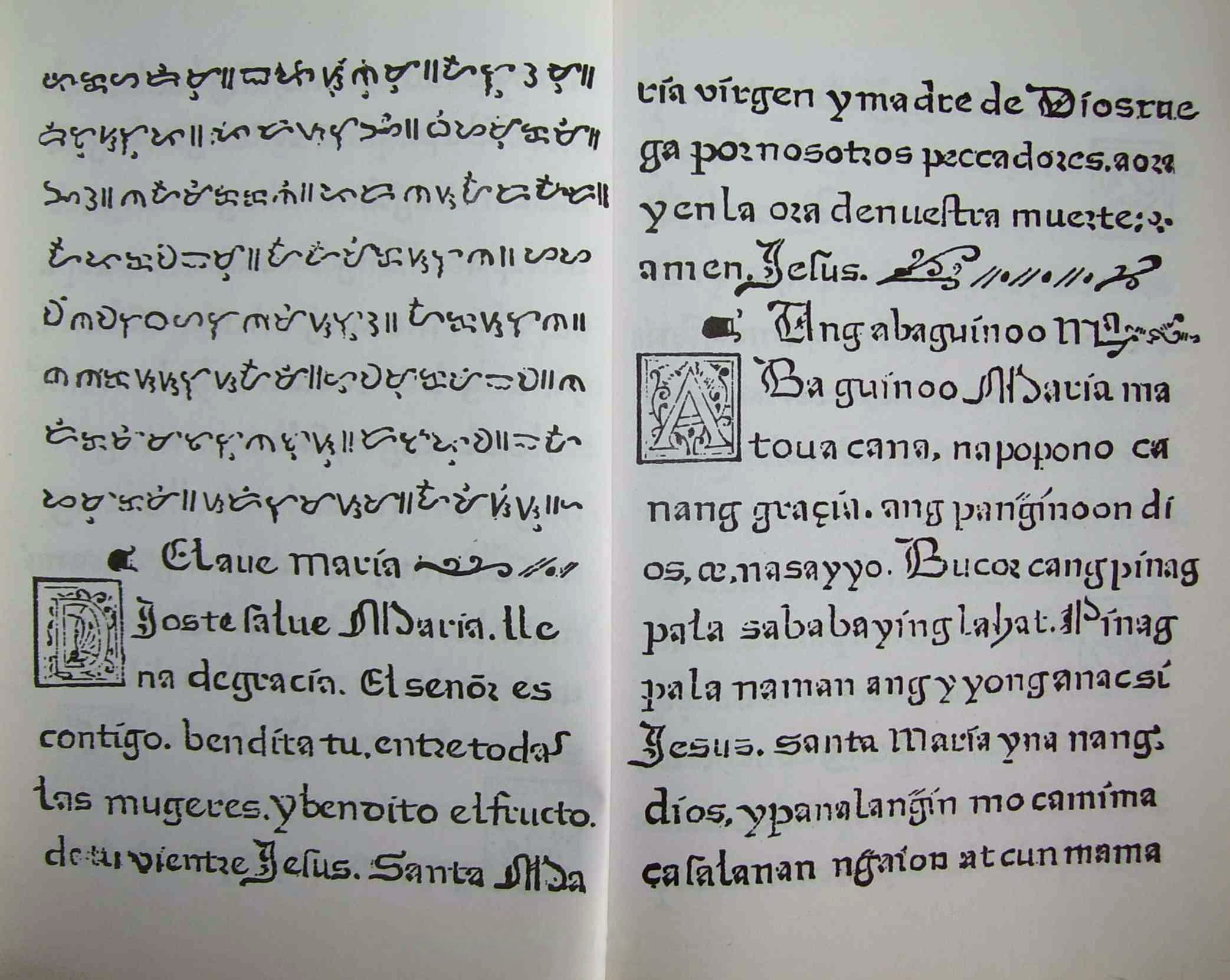
Pierwsza drukowana książka, która ukazała się na Filipinach, „Doctrina Cristiana” z 1593, w piśmie baybayin i łacińskim

Baybayin (baybayin ᜊᜌ᜔ᜊᜌᜒᜈ᜔) – alfabet sylabiczny używany do zapisu języka tagalskiego i niektórych innych języków filipińskich. Składa się z siedemnastu znaków. Powstał w okresie poprzedzającym kolonizację archipelagu przez Hiszpanów, zdradza podobieństwa do alfabetów z Sumatry i subkontynentu indyjskiego. Stopniowo został wyparty przez alfabet łaciński. Stanowi integralną część krajowej kultury, uznawany jest za pierwsze pismo używane przez Filipińczyków.

## Pochodzenie i nazwa
Powstanie tego alfabetu datuje się na około 1200. Jego pochodzenie jest przedmiotem dyskusji. Wskazuje się na jego podobieństwa do systemów pisma wywodzących się z subkontynentu indyjskiego, w tym do pisma tamilskiego. Zauważa się również pokrewieństwo baybayinu z alfabetami używanymi na Celebesie i Sumatrze. Nazwa tego alfabetu wywodzi się z tagalskiego, od słowa baybay oznaczającego plażę lub morski brzeg, jak również od słowa pagbaybay oznaczającego wymawiać. Termin baybayin w odniesieniu do rodzimego filipińskiego systemu pisma po raz pierwszy pojawił się w 1613, w Vocabulario de la lengua tagala pióra franciszkanina Pedra de San Buenaventury. Niekiedy używa się tej nazwy jako zbiorczego określenia odnoszącego się do wszystkich rodzimych systemów pisma powstałych na terytorium współcześnie będącym częścią Filipin.
W zbiorowej świadomości Filipińczyków zakorzenione jest poza tym przekonanie, jakoby ten rodzimy dla archipelagu system pisma nosił nazwę alibata. W rzeczywistości jednak termin ten został ukuty w 1914 przez Paula Verzosę, a następnie upubliczniony w jego książce Pambansang Titik ng Pilipinas z 1939. Oparto go na błędnym założeniu, przyjmując, że baybayin pochodzi od pisma arabskiego.

## Cechy charakterystyczne
Baybayin jest alfabetem sylabicznym używanym do zapisu języka tagalskiego i niektórych innych języków filipińskich. Na ten system pisma składa się w wersji standardowej siedemnaście znaków, trzy reprezentujące samogłoski oraz czternaście używanych do zapisu spółgłosek. Każdy ze znaków spółgłoskowych domyślnie odpowiada sylabie zakończonej samogłoską a. W sytuacji, w której istnieje potrzeba zapisania samej spółgłoski, stosuje się znak diakrytyczny w postaci niewielkiego krzyżyka stawianego bezpośrednio pod spółgłoską, tak zwanego krus kudlit. Wzbudza on niemniej pewne kontrowersje z uwagi na swoje kolonialne pochodzenie. Część użytkowników zastępuje go zatem krzyżykiem różniącym się nieznacznie od tego wprowadzonego w XVII wieku przez wspomnianych niżej misjonarzy hiszpańskich. Inni rezygnują z krzyża w ogóle, wprowadzając w jego miejsce odmienny diakrytyk, tak zwany pamudpod.
Nie są to jednakże jedyne diakrytyki używane w baybayinie. Odrębne znaki diakrytyczne, znane jako kudlit, z reguły przyjmujące formę niewielkich kropek stosuje się, gdy zachodzi potrzeba zapisu sylab zakończonych innymi samogłoskami. Kudlit postawiony nad spółgłoską modyfikuje zatem sylabę, tak by ta kończyła się samogłoską i lub e. Kudlit natomiast dodany pod spółgłoską zmienia sylabę na kończącą się literami o oraz u. Nie istnieje przy tym diakrytyk informujący o tym, że samogłoska jest akcentowana bądź też wydłużona. W baybayinie nie istnieje także rozróżnienie na wielkie i małe litery. Zapisuje się je w sposób ciągły, niekiedy tylko i nieregularnie oddzielając je od siebie za pomocą znaków interpunkcyjnych. Stosowana jest jedynie bardzo oszczędna interpunkcja. Jedna ukośna bądź też pionowa linia odpowiada przecinkowi. Dwie natomiast pełnią funkcję kropki.
Teksty utrwalane w baybayinie zapisuje się od lewa do prawa. W przeszłości wszelako sposób zapisu zależeć mógł od wykorzystanego materiału, jak również od preferencji piszącego.

## Litery i znaki interpunkcyjne
Lista liter obecnych w standardowej wersji baybayinu wraz ze wszystkimi ich modyfikacjami przy wykorzystaniu znaków diakrytycznych przedstawia się następująco:
Samogłoski
| Baybayin | Alfabet łaciński |
| -------- | ---------------- |
|          | a                |
|          | e lub i          |
|          | o lub u          |

Spółgłoski
| Baybayin | Alfabet łaciński         |
| -------- | ------------------------ |
|          | ka                       |
|          | ki lub ke                |
|          | ko lub ku                |
|          | k                        |
|          | ga                       |
|          | gi lub ge                |
|          | go lub gu                |
|          | g                        |
|          | nga                      |
|          | ngi lub nge              |
|          | ngo lub ngu              |
|          | ng                       |
|          | ta                       |
|          | ti lub te                |
|          | to lub tu                |
|          | t                        |
|          | da oraz ra               |
|          | di lub de oraz ri lub re |
|          | do lub du oraz ro lub ru |
|          | d oraz r                 |
|          | na                       |
|          | ni lub ne                |
|          | no lub nu                |
|          | n                        |
|          | pa                       |
|          | pi lub pe                |
|          | po lub pu                |
|          | p                        |
|          | ba                       |
|          | bi lub be                |
|          | bo lub bu                |
|          | b                        |
|          | ma                       |
|          | mi lub me                |
|          | mo lub mu                |
|          | m                        |
|          | ya                       |
|          | yi lub ye                |
|          | yo lub yu                |
|          | y                        |
|          | la                       |
|          | li lub le                |
|          | lo lub lu                |
|          | l                        |
|          | wa                       |
|          | wi lub we                |
|          | wo lub wu                |
|          | w                        |
|          | sa                       |
|          | si lub se                |
|          | so lub su                |
|          | s                        |
|          | ha                       |
|          | hi lub he                |
|          | ho lub hu                |
|          | h                        |

Lista liter dodatkowych występujących w uwspółcześnionych wersjach pisma trudna jest do zestawienia ze względu na mnogość różnych propozycji reformatorskich. Lista liter, które weszły mimo wszystko do szerszego użytku, przedstawia się następująco:
| Baybayin | Alfabet łaciński               |
| -------- | ------------------------------ |
|          | ra                             |
|          | ri lub re                      |
|          | ro lub ru                      |
|          | r                              |
|          | ra (używane w Zambales)        |
|          | ri lub re (używane w Zambales) |
|          | ro lub ru (używane w Zambales) |
|          | r (używane w Zambales)         |

Znaki interpunkcyjne
Standardowa wersja baybayinu wykorzystuje jedynie dwa znaki interpunkcyjne. Znaki te w ich najczęściej występującej formie to:
| Baybayin | Alfabet łaciński |
| -------- | ---------------- |
|          | , (przecinek)    |
|          | . (kropka)       |

## Historia

### Baybayin przed przybyciem Hiszpanów
Baybayin uznaje się za pierwsze pismo używane przez Filipińczyków. Zazwyczaj przyjmuje się, że jego znajomość była powszechna na archipelagu przed europejską kolonizacją. Pisania uczono niekiedy w sposób nieformalny, niekiedy zaś w szkołach, których program obejmował także sanskryt, matematykę, religię czy samoobronę. Piśmienne miały być również kobiety oraz dzieci, co wprawiało w zdumienie będących przeważnie autorami relacji z wczesnego okresu kolonialnego hiszpańskich misjonarzy. Z ugruntowanym w literaturze przekonaniem o tym, że dawni Filipińczycy potrafili pisać oraz czytać, kontrastuje zasadniczy brak pozostawionej przez nich literatury. Z reguły uważa się, że baybayin wykorzystywany był przez nich głównie do utrwalania krótkich tekstów, takich jak ogłoszenia, wiadomości o charakterze prywatnym czy poezje. Przeważnie twierdzi się, iż nie prowadzono w nim zapisków historycznych. Nie pozostawiono w nim także prekolonialnych tekstów o charakterze prawnym. Istnieją wszakże źródła, które dopuszczają utrwalanie za pośrednictwem baybayinu legend, podań czy dziejów konkretnych społeczności. Nawet i one niemniej przyznają, że spisywanie plemiennej historii, czy też przekazywanych w plemieniu legend przy użyciu tego systemu pisma miało miejsce stosunkowo rzadko.
W okresie prekolonialnym przynależne do baybayinu znaki ryto na różnorodnych materiałach, z reguły niezbyt trwałych. Z uwagi na sposób użytkowania alfabetu nie uznawano najwyraźniej długotrwałego przechowywania zapisków za konieczne. Powszechnie zatem jako materiał pisarski wykorzystywano między innymi bambus. Podobnie jak to miało miejsce w przypadku wielu alfabetów indyjskich, baybayinem zapisywano także liście palmowe. Tekst wykorzystujący ten prekolonialny system pisma ma też znajdować się na glinianym naczyniu odkrytym przez archeologów podczas ekspedycji w Calatagan w prowincji Batangas w 1962. Artefakt ten, z uwagi na swoją znaczącą wartość badawczą, uznany został za Narodowy Skarb Filipin. Jednakże znajdujący się na nim napis nie tylko nie przekazuje żadnej istotnej informacji, ale również nie niesie ze sobą jakiegokolwiek zrozumiałego komunikatu. Nie daje tym samym solidnych podstaw do tego, by twierdzić, że baybayinu używano także na powierzchniach z materiałów trwalszych i bardziej odpornych na upływ czasu i związane z nim zniszczenia.

### Baybayin w okresie kolonialnym. Wyjście z użytku

Lupang Hinirang, hymn narodowy Filipin zapisany baybayinem

Baybayin pozostawał w obiegu przez pierwsze dziesięciolecia panowania hiszpańskiego, także jako pismo, w którym sporządzano kontrakty oraz dokumenty. Jeden z nich, umowa między pewną kobietą z Mayhaligue a dominikanami dotycząca sprzedaży gruntu na terenie dzisiejszej manilskiej dzielnicy Tondo, zachowała się w zbiorach stołecznego Uniwersytetu Świętego Tomasza. Uznaje się ją za jeden ze skarbów narodowych Filipin. Nie ma przy tym dowodów na niszczenie powstałych w nim tekstów przez chrystianizujących Filipiny misjonarzy, nierzadko zresztą sami opanowywali oni sztukę posługiwania się baybayinem. Pierwsza drukowana książka, która ukazała się na Filipinach, Doctrina Christiana (1593) wykorzystuje baybayin. Również ilokańskie tłumaczenie katolickiego katechizmu pióra włoskiego kardynała Roberto Bellarmino opublikowane w 1621 wydrukowano za pomocą tego właśnie pisma, tym razem zresztą używając już wyłącznie baybayinu.
Użytkujący baybayin misjonarze hiszpańscy wprowadzili też do tej abugidy pewne udogodnienia mające w ich opinii ułatwić jej odczytywanie. Nie spotkały się one wszakże z uznaniem Filipińczyków. Niejednoznaczność oraz nieczytelność alfabetu często krytykowana przez Hiszpanów, w oczach Filipińczyków była jedynie naturalnym odzwierciedleniem tego, w jaki sposób tradycyjnie powiązywali oni ze sobą dźwięk i pismo. Brak bezpośredniego i opartego na z góry ustalonych zasadach połączenia między dźwiękiem a alfabetem zapewniał bowiem znaczną elastyczność i niejednoznaczność, stale obecną w tradycyjnej, rodzimej literaturze. Metafory oraz obrazy odnajdywane w poezji tagalskiej, także tej przekazywanej ustnie, domagały się rozmaitych, zróżnicowanych interpretacji. Różniły się tym samym drastycznie od tych wyłaniających się z dydaktycznej, przesyconej religią twórczości promowanej przez Hiszpanów. Tym samym porzucenie baybayinu oznaczało też poniekąd przyjęcie sposobu postrzegania świata narzuconego za pośrednictwem rządów kolonialnych.
Ostateczna, stopniowa rezygnacja z rodzimego systemu pisma przez jego filipińskich użytkowników wyjaśniana jest w literaturze na kilka różnych sposobów. Nie był on w stanie zaabsorbować rozmaitych nowych słów oraz pojęć pojawiających się na Filipinach pod wpływem kolonizacji hiszpańskiej. Wypierał go stopniowo alfabet łaciński, łączony w społeczeństwie kolonialnym z lepiej płatną i stabilną pracą w hiszpańskim aparacie administracyjnym. Zmniejszała się też stale liczba dostępnych w nim tekstów o charakterze zarówno religijnym, jak i popularnym. Z czasem baybayin stawał się coraz mniej użyteczny, zaczęto też samą jego znajomość łączyć z biedą. O ile jeszcze w 1703 jedna z zachowanych relacji misjonarskich narzeka na ograniczenia baybayinu wskazując jednocześnie na jego powszechność, o tyle już źródła z końca XVIII wieku stwierdzają jednoznacznie, iż używano go wtedy zaledwie sporadycznie, wreszcie zaś zarzucono zupełnie na rzecz alfabetu łacińskiego.
Zauważyć przy tym należy, iż baybayin nigdy nie popadł w całkowite zapomnienie. Podróżnicy odwiedzający archipelag zarówno w XVIII, jak i XIX stuleciu z rzadka natykali się na współczesne sobie teksty zapisywane właśnie za jego pomocą. Intelektualiści działający na rzecz głębokich reform na Filipinach pod koniec hiszpańskich rządów kolonialnych byli świadomi jego istnienia, jak również jego miejsca w zbiorowej świadomości. Reforma ortografii tagalskiej przeprowadzona w ostatnich dekadach XIX stulecia chętnie czerpała z rozwiązań, które oferował baybayin. To pod jego wpływem do języka tagalskiego powróciły takie litery jak k czy w. José Rizal, wpływowy działacz polityczny w schyłkowym okresie panowania hiszpańskiego oraz filipiński bohater narodowy, wyrażał się pochlebnie o baybayinie, podkreślając jego przydatność i praktyczność. W niektórych ze swoich tłumaczeń dzieł literatury europejskiej na tagalski używał właśnie odwołującej się do baybayinu zmodyfikowanej pisowni, uznając, że jest ona zgodna z duchem języka. Do spuścizny baybayinu odwoływali się chętnie również działacze Katipunanu, tajnej, wzorowanej na wolnomularstwie organizacji walczącej o wyzwolenie Filipin spod panowania hiszpańskiego. Na jej fladze widniała litera ᜃ. Miała się ona odnosić nie tylko do początku nazwy tego stowarzyszenia, ale również do tagalskiego słowa kalayaan oznaczającego wolność.

### Baybayin współcześnie

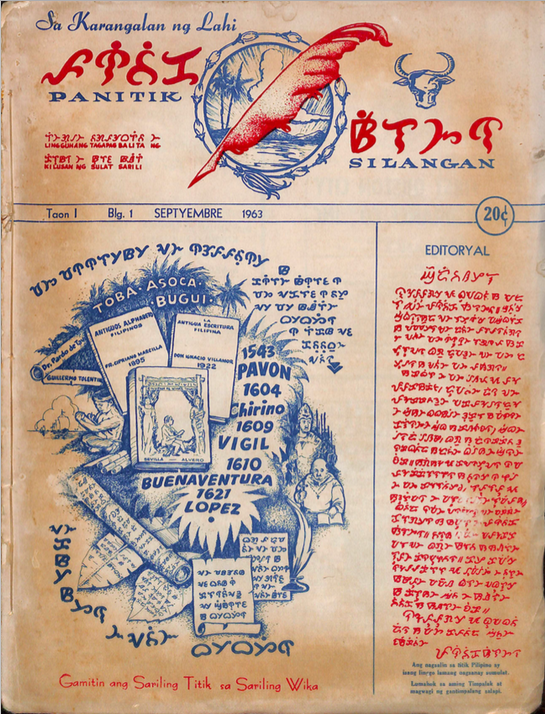
Strona tytułowa pisma Panitik Silangan z września 1963, wydrukowanego głównie przy użyciu baybayinu

Współcześnie pismo to używa się w ograniczonym zakresie, głównie dla celów ornamentacyjnych. Jest to związane z tym, że zdecydowana większość filipińskiego społeczeństwa nie potrafi ani odczytywać, ani zapisywać tekstów w baybayinie. Zdobi ono niemniej banknoty krajowej waluty oraz jest wykorzystywane jako element loga rozmaitych instytucji publicznych. Filipińskie paszporty zawierają cytat będący tagalskim tłumaczeniem trzydziestego czwartego wersetu czternastego rozdziału starotestamentalnej Księgi Przysłów, zapisany zarówno przy użyciu alfabetu łacińskiego, jak i baybayinu.
Order Lakanduli, jedno z wysokich filipińskich odznaczeń państwowych, noszące imię Lakanduli, ostatniego przedhiszpańskiego władcy Tondo, również zawiera elementy wykorzystujące baybayin, mianowicie stylizowane imię monarchy. Gawad Mabini, kolejne filipińskie odznaczenie, nazwane na cześć jednego z bohaterów rewolucji z 1896, zawiera trzy stylizowane litery ᜃ zaczerpnięte z tego właśnie pisma. Niekiedy na rynku wydawniczym pojawiają się ponadto tłumaczenia dzieł literatury światowej na rodzime języki Filipin z dołączonym doń tekstem zapisanym w baybayinie. W 2023 na przykład Todd Sales Lucero opublikował Ang Gamay nga Prinsipe, przekład Małego księcia na cebuański. Rodzimy system pisma inspiruje też filmowców wywodzących się z archipelagu. Film Baybayin z 2012 w reżyserii Auraeusa Solito opowiada historię miłości dwóch przyrodnich sióstr do głuchoniemego mężczyzny, dla którego jedynym narzędziem komunikacji ze światem zewnętrznym jest aborlan, pismo wywodzące się z wyspiarskiej prowincji Palawan. Termin baybayin jest w tej produkcji użyty we wspomnianym wyżej ogólnym sensie, pokazuje niemniej, że zainteresowanie filipińską tradycją piśmienniczą kształtuje również i wpływa na krajowe kino.
Mimo wciąż ograniczonej obecności przestrzeni publicznej baybayin zaczyna powoli odzyskiwać swoje dawne miejsce w życiu Filipińczyków. Większość z nich wciąż nie uważa go jednak za użyteczne narzędzie komunikacyjne, docenia za to rolę baybayinu jako istotnego symbolu dającego im poczucie łączności z historią. Oznaki wzmożonego zainteresowania tym rodzimym alfabetem odnotowuje się od połowy XX wieku. Do jego popularyzacji przyczyniło się na przykład wykorzystanie przynależnych doń znaków w tatuażach, niekiedy zdobiących ciała wpływowych przedstawicieli kultury masowej. Znajomość tego alfabetu sylabicznego zwiększyła się również wraz z upowszechnieniem się internetu. Stopniowo zaczął być w związku z tym postrzegany jako zasługująca na ochronę i wsparcie część dziedzictwa kulturowego kraju, odzwierciedlająca tożsamość Filipińczyków. Zmieniająca się percepcja tego systemu pisma przełożyła się na działania tak ze strony krajowych polityków, jak i społeczeństwa obywatelskiego. Na forum obu izb filipińskiego parlamentu były przedkładane zatem projekty ustaw przewidujące uznanie baybayinu za narodowy alfabet Filipin. Posunięcia takowe spotykały się niemniej z ostrą krytyką jako antagonizujący inne grupy etniczne przejaw tagalskiego nacjonalizmu, ignorujący w dodatku pozostałe rodzime dla archipelagu systemy pisma.
Wraz ze zwiększonym zainteresowaniem tą częścią dziedzictwa kulturowego Filipin pojawiły się rozmaite propozycje dotyczące unowocześnienia alfabetu oraz przystosowania go do szerszego użytku. Wśród autorów projektów reform wymienia się na przykład Bayaniego Mendozę de Leon (1992) oraz Fredericka Victoria Paredesa Añanę.